# Ett litet mirakel – Simon Birch
Ett litet mirakel – Simon Birch är en amerikansk film från 1998.
Filmen handlar om dvärgen Simon Birch och hans annorlunda liv. Den hade sverigepremiär den 14 mars 1999 och är tillåten från 11 år.

## Skådespelare
- Ian Michael Smith, Simon Birch
- Joseph Mazzello,	Joe Wenteworth
- Ashley Judd, Rebecca Wenteworth
- Oliver Platt, Ben Goodrich
- David Strathairn,	kyrkoherde Russell
- Dana Ivey, farmor Wenteworth
- Beatrice Winde, Hilde Grove
- Jan Hooks, Miss Leavey
- Ceciley Carroll, Marjorie
- Sumela-Rose Keramidopulos, Ann
- Sam Morton, Stuart
- Jim Carrey, Joe Wenteworth som vuxen

## Berättarröst
- Jim Carrey